# Arabia köpcentrum

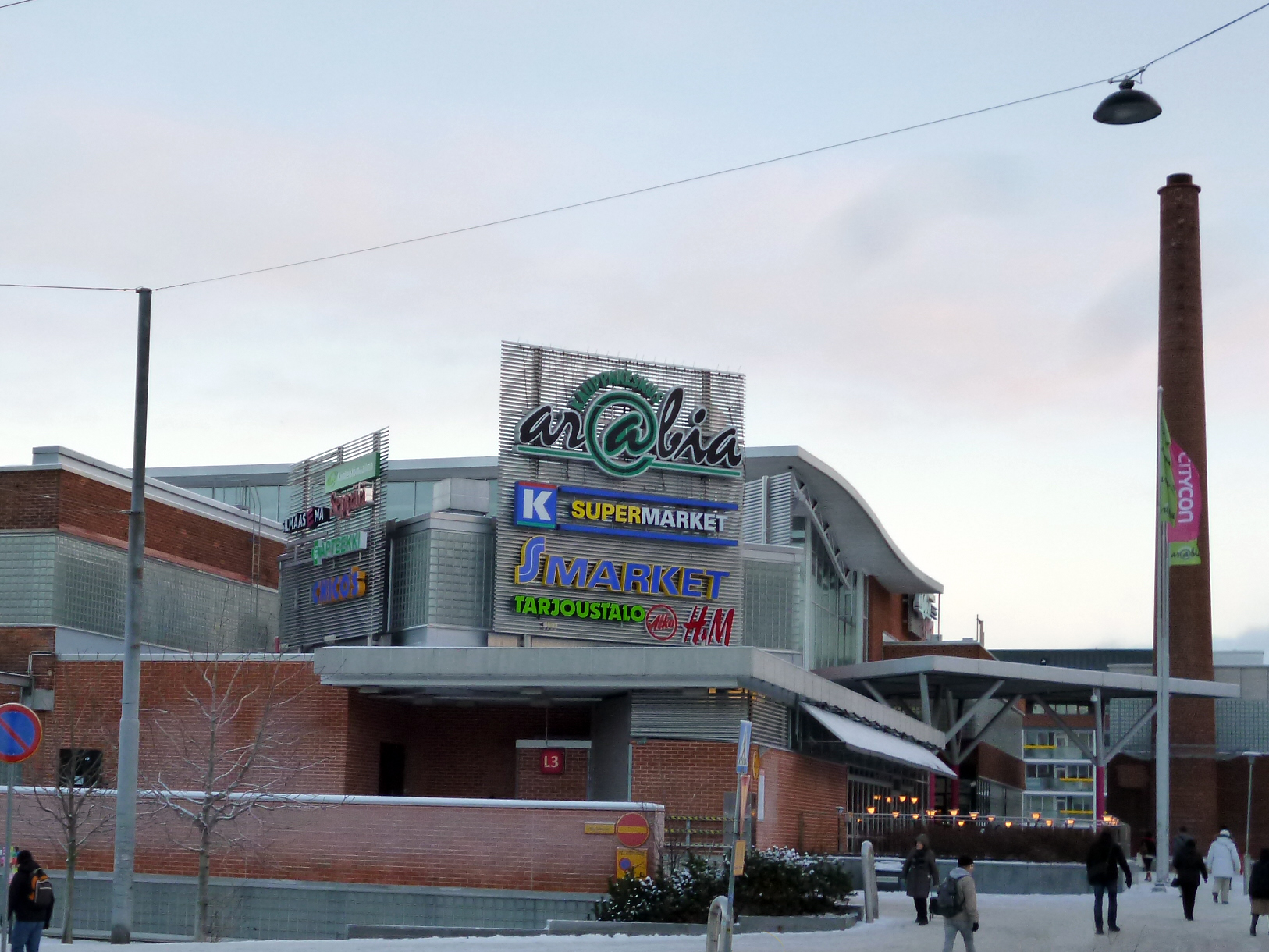
Arabia köpcentrum

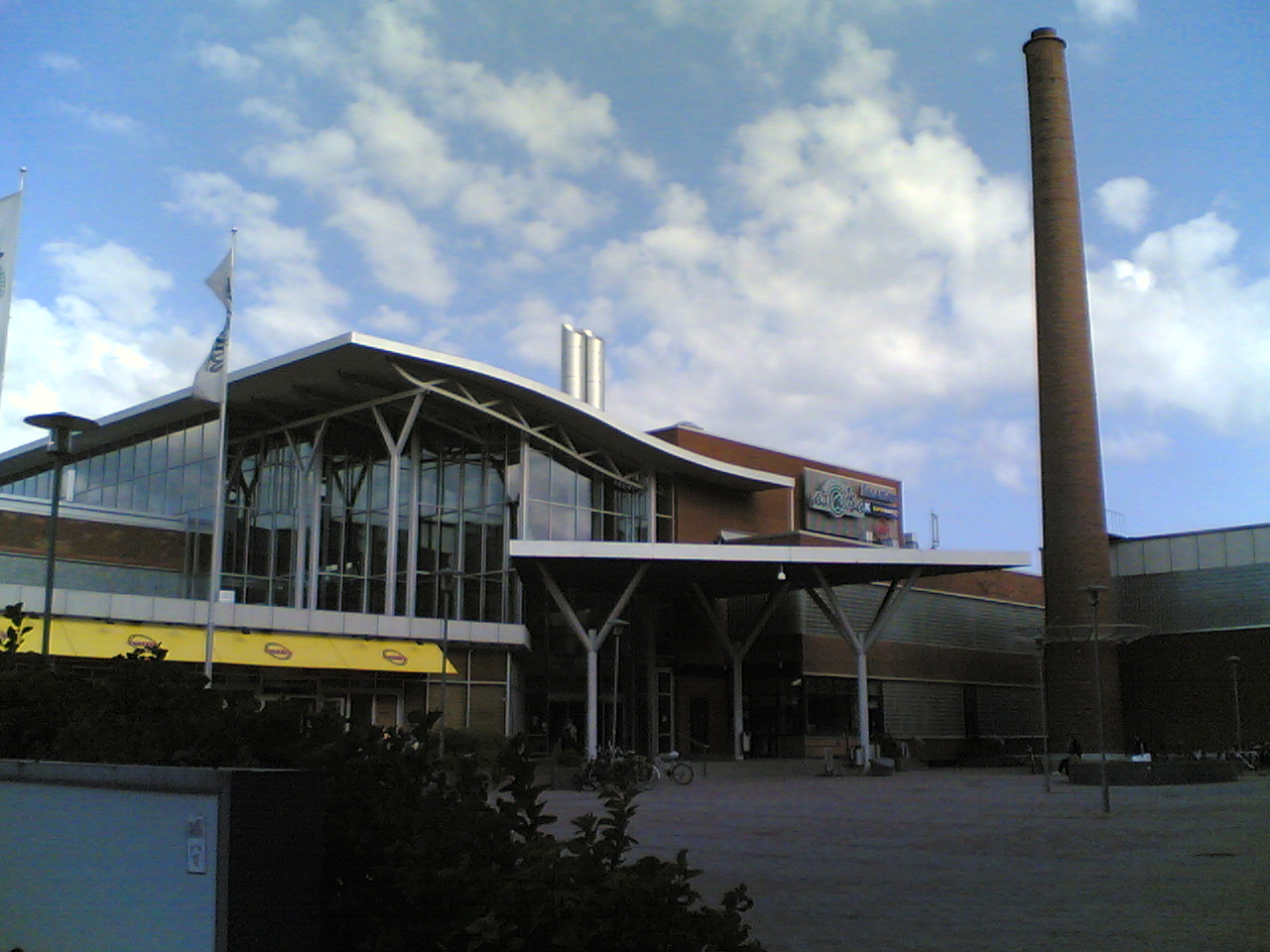
Arabia köpcentrum, huvudfasaden

Arabia köpcentrum är ett finländskt köpcentrum i stadsdelen Arabiastranden i Helsingfors. Det öppnade 2002 i den tidigare mejerikoncernen Hemholmen Ingmans fabriksanläggning.
Anläggningen vid Tavastvägen 111 uppfördes ursprungligen som Norra Bryggeriets bryggeri. Jordbrukarnas mjölkcentral, senare Hemholmen-Ingman Ab, flyttade sin mejeriverksamhet, sitt och huvudkontor dit från Kampen i Helsingfors 1962–1964. År 1991 flyttade Hemholmen-Ingman Ab till Söderkulla i Sibbo.
Arabia köpcentrum ägdes av Citycon Oyj mellan 2012 och 2019. I juni 2019 sålde Citycon Oyj köpcentret till den nordiska fastighetsinvesteraren NREP.